# Luiz Araújo
Luiz de Araújo Guimarães Neto (Taquaritinga, 2 de junho de 1996) é um futebolista brasileiro que atua como atacante. Atualmente, defende o Flamengo.

## Carreira

### São Paulo
Nascido em Taquaritinga, começou na base do Mirassol. Em 2013, foi para a base do São Paulo. Em 2016, foi campeão e artilheiro da Copa Libertadores da América Sub-20, com cinco gols.

### Novorizontino
Em 26 de fevereiro de 2016, foi cedido por empréstimo ao Novorizontino para disputa do Campeonato Paulista. Jogou apenas cinco partidas e retornou ao Morumbi.

### Retorno ao São Paulo
Estreou pela equipe profissional em jogo contra o Cruzeiro, pelo Brasileiro de 2016. Marcou seu primeiro gol na vitória sobre o Corinthians, por 4–0.
Em 16 de fevereiro de 2017, em clássico contra o Santos, na Vila Belmiro, pelo Campeonato Paulista, marcou dois gols na vitória por 3–1.
Deixou o Tricolor onde somou 49 confrontos, com nove gols marcados e sete assistências.

### Lille
Em 4 de junho de 2017, fez sua última partida pelo São Paulo em jogo contra a Ponte Preta, sendo liberado em seguida para se apresentar ao Lille, que o comprou por 38 milhões de reais. No dia 6 de agosto, realizou sua estreia na Ligue 1 em uma vitória por 3–0 contra o Nantes. Em 14 de outubro, em uma partida contra o Troyes, marcou seu primeiro gol pelo clube francês.
Ficou de 2017 a 2021 no Lille, somando 136 jogos, 18 gols, mas não conseguiu conquistar seu espaço entre os titulares. Mesmo assim, foi campeão da Ligue 1 de 2020–21 (Campeonato Francês) e da Supercopa da França de 2021 com o clube.

### Atlanta United
Em 6 de agosto de 2021, foi anunciado como novo reforço do Atlanta United. Fez sua estreia na Major League Soccer (MLS), em 18 de agosto, contra o Toronto, jogando 67 minutos em uma vitória por 1–0 no Mercedes-Benz Stadium. Já em 15 de setembro, contra Cincinnati, marcou seu primeiro gol na MLS, na vitória por 4–0.

#### 2021
Chegou e já passou a ser titular em 13 de suas 15 aparições na MLS. Marcou quatro gols e deu quatro assistências.

#### 2022
Começou 27 de suas 30 aparições em todas as competições, marcando seis gols e somando seis assistências. Na MLS, começou 26 de suas 28 aparições, registrando quatro gols e seis assistências. Marcou na abertura da temporada, uma vitória por 3–1 contra o Sporting Kansas City. Já pela Copa dos EUA, fez duas partidas e marcou dois gols. Entrou como substituto e marcou um gol na vitória de Atlanta por 6–0 contra o Chattanooga FC, em 20 de abril. Começou e marcou um gol na derrota de Atlanta por 3–2 para Nashville SC, em 11 de maio.

### Flamengo
Em 18 de maio de 2023, o Flamengo anunciou um acordo com o jogador. Assinou o contrato válido a partir de 1 de julho com validade até o final de 2027. O Rubro-Negro pagou nove milhões de euros (cerca de 48 milhões de reais, pela cotação de momento) pela totalidade dos direitos econômicos do atleta. Estreou pela nova equipe em 5 de julho, entrando no lugar de Éverton Ribeiro na vitória de virada por 2–1, em jogo válido pela Copa do Brasil.

#### 2023
Terminou a temporada com 26 jogos, sendo 10 como titular.

#### 2024
Em 8 de janeiro de 2024, na reapresentação do elenco, herdou a camisa 7 de Éverton Ribeiro que havia saído para o Bahia.
Em 13 de junho, anotou um bis contra o Grêmio na vitória do Rubro-Negro por 2–1, em casa jogo válido pela oitava rodada do Campeonato Brasileiro.

#### 2025
Pela Supercopa Rei, fez o terceiro gol do jogo em vitória por 3–1 contra o Botafogo.

## Estatísticas

### Clubes
Atualizadas até 13 de junho de 2025.
| Clube             | Temporada         | Campeonato nacional | Campeonato nacional | Campeonato nacional | Copa nacional[a] | Copa nacional[a] | Copa nacional[a] | Competições continentais[b] | Competições continentais[b] | Competições continentais[b] | Outros torneios[c] | Outros torneios[c] | Outros torneios[c] | Total | Total | Total   |
| Clube             | Temporada         | Jogos               | Gols                | Assist.             | Jogos            | Gols             | Assist.          | Jogos                       | Gols                        | Assist.                     | Jogos              | Gols               | Assist.            | Jogos | Gols  | Assist. |
| ----------------- | ----------------- | ------------------- | ------------------- | ------------------- | ---------------- | ---------------- | ---------------- | --------------------------- | --------------------------- | --------------------------- | ------------------ | ------------------ | ------------------ | ----- | ----- | ------- |
| São Paulo         | 2016              | 22                  | 2                   | 2                   | 2                | 0                | 0                | 1                           | 0                           | 0                           | —                  | —                  | —                  | 25    | 2     | 2       |
| São Paulo         | 2017              | 4                   | 2                   | 0                   | 4                | 2                | 0                | 1                           | 0                           | 0                           | 15                 | 3                  | 5                  | 24    | 7     | 5       |
| São Paulo         | Total             | 26                  | 4                   | 2                   | 6                | 2                | 0                | 2                           | 0                           | 0                           | 15                 | 3                  | 5                  | 49    | 9     | 7       |
| Novorizontino     | 2016              | —                   | —                   | —                   | —                | —                | —                | —                           | —                           | —                           | 5                  | 0                  | 0                  | 5     | 0     | 0       |
| Novorizontino     | Total             | —                   | —                   | —                   | —                | —                | —                | —                           | —                           | —                           | 5                  | 0                  | 0                  | 5     | 0     | 0       |
| Lille             | 2017–18           | 34                  | 5                   | 3                   | 2                | 1                | 0                | —                           | —                           | —                           | —                  | —                  | —                  | 36    | 6     | 3       |
| Lille             | 2018–19           | 27                  | 3                   | 2                   | 4                | 1                | 0                | —                           | —                           | —                           | —                  | —                  | —                  | 31    | 4     | 2       |
| Lille             | 2019–20           | 21                  | 2                   | 1                   | 6                | 2                | 0                | 6                           | 0                           | 0                           | —                  | —                  | —                  | 33    | 4     | 1       |
| Lille             | 2020–21           | 28                  | 4                   | 2                   | 3                | 0                | 0                | 6                           | 0                           | 0                           | —                  | —                  | —                  | 37    | 4     | 2       |
| Lille             | 2021–22           | —                   | —                   | —                   | —                | —                | —                | —                           | —                           | —                           | 1                  | 0                  | 0                  | 1     | 0     | 0       |
| Lille             | Total             | 110                 | 14                  | 8                   | 15               | 4                | 0                | 12                          | 0                           | 0                           | 1                  | 0                  | 0                  | 138   | 18    | 8       |
| Atlanta United    | 2021              | 16                  | 4                   | 3                   | —                | —                | —                | —                           | —                           | —                           | —                  | —                  | —                  | 16    | 4     | 3       |
| Atlanta United    | 2022              | 28                  | 4                   | 4                   | 2                | 2                | 0                | —                           | —                           | —                           | —                  | —                  | —                  | 30    | 6     | 4       |
| Atlanta United    | 2023              | 16                  | 3                   | 1                   | 1                | 0                | 1                | —                           | —                           | —                           | —                  | —                  | —                  | 17    | 3     | 2       |
| Atlanta United    | Total             | 60                  | 11                  | 8                   | 3                | 2                | 1                | —                           | —                           | —                           | —                  | —                  | —                  | 63    | 13    | 9       |
| Flamengo          | 2023              | 20                  | 3                   | 1                   | 5                | 0                | 0                | 1                           | 0                           | 0                           | —                  | —                  | —                  | 26    | 3     | 1       |
| Flamengo          | 2024              | 25                  | 4                   | 5                   | 6                | 1                | 1                | 8                           | 1                           | 1                           | 13                 | 1                  | 3                  | 52    | 7     | 10      |
| Flamengo          | 2025              | 10                  | 2                   | 1                   | 1                | 0                | 0                | 6                           | 1                           | 2                           | 11                 | 4                  | 2                  | 28    | 7     | 5       |
| Flamengo          | Total             | 55                  | 9                   | 7                   | 12               | 1                | 1                | 15                          | 2                           | 3                           | 24                 | 5                  | 5                  | 106   | 17    | 16      |
| Total na carreira | Total na carreira | 251                 | 38                  | 25                  | 36               | 9                | 2                | 29                          | 2                           | 3                           | 45                 | 8                  | 10                 | 362   | 57    | 40      |

- a. ^ Jogos da Copa do Brasil, Copa da França, Copa da Liga Francesa e Copa dos Estados Unidos
- b. ^ Jogos da Copa Libertadores, Copa Sul-Americana, Liga dos Campeões da UEFA e Liga Europa
- c. ^ Jogos do Campeonato Paulista, Supercopa da França, Supercopa Rei e Campeonato Carioca

## Títulos
Lille
- Ligue 1: 2020–21
- Supercopa da França: 2021

Flamengo
- Campeonato Carioca: 2024, 2025
- Copa do Brasil: 2024
- Supercopa Rei: 2025